# Adolf Butenandt
Adolf Friedrich Johann Butenandt (24 mars 1903 - 18 janvier 1995) est un biochimiste allemand. Il est corécipiendaire du prix Nobel de chimie de 1939 avec le Suisse Lavoslav Ružička.

## Biographie
Butenandt étudie la chimie à l'université de Marbourg puis sous la direction d'Adolf Windaus (lauréat du prix Nobel de chimie de 1928) à l'Université de Göttingen, dont il sort diplômé en 1927. En 1927, il obtient un poste d'assistant à l'Institut de chimie de Göttingen, puis en 1931 un poste de Privatdozent dans le département de chimie-biologie. Il est ensuite nommé professeur et directeur de l'institut de chimie organique de l'Institut de technologie de Dantzig. En 1936, il est professeur à l'Université Humboldt de Berlin et directeur de l'Institut Max Planck de biologie, un des 80 instituts de recherche de la Société Max-Planck. En 1945, il obtient un poste de professeur de chimie-physiologie à Tübingen puis en 1956 à Munich où il est directeur de l'Institut de chimie-physiologie. En 1960, il est nommé président de la Société Max-Planck.
Le principal thème des travaux de recherche de Butenandt concerne les hormones sexuelles. En 1929, il isole l'estrone sous forme cristallisée, puis l'androstérone en 1931. À partir de l'androstérone, il obtient la testostérone en 1939. En 1934, il isole la progestérone. En 1939, il est lauréat de la moitié du prix Nobel de chimie (l'autre moitié a été remise à Lavoslav Ružička) « pour son travail sur les hormones sexuelles ».
En 1959, il découvre la phéromone bombykol, la première à être chimiquement décrite. Butenandt est devenu membre étranger de la Royal Society le  25 avril 1968.